# Nokia 6500 slide
Nokia 6500 slide este un telefon creat de Nokia. Este bazat pe platforma S40 ediția a 5-a de la Nokia. Are camera de 3.2 megapixeli, slot microSD, Bluetooth, micro-USB și mufă audio de 2.5 mm.

## Design
Cea mai mare parte a telefonului, capacul bateriei și tastele 6500 slide, sunt realizate din oțel inoxidabil.
Există părți care sunt din plastic, cum ar fi marginea de jos a telefonului unde este antena. 
În partea de sus se găsește un port micro-USB, mufă audio de 2.5 mm și portul de încărcare. 
Slotul microSD este sub capacul bateriei, dar nu este nevoie să se scoată bateria pentru a schimba cardul.

## Conectivitate
Nokia 6500 slider este un GSM quad band (850/900/1800/1900 MHz) și UMTS bandă dublă (850/2100 MHz) care permite utilizarea la nivel mondial.
Browser-ul suportă HTML/XHTML și WAP 2.0.  
Pentru conectivitate se poate folosi atât Bluetooth 2.0 cu EDR cât și portul microUSB. 

## Multimedia
Ecranul este de 2.2 inchi cu rezoluție QVGA și suportă până la 16.7 milioane de culori.
Player-ul de muzică suportă formatele audio AAC, AAC +, eAAC +, MP3, MP4, WMA, AMR-NB, Mobile XMF, SP-MIDI, tonuri de apel MIDI (poly 64), True Tones.
Egalizatorul conține pre-seturi, dar se pot face setări proprii. Difuzorul oferă calitate mare când este activată funcția stereo.
Telefonul are radio FM cu RDS și aplicația Visual Radio.
Player-ul video suportă formatele 3GPP, H.264/AVC, MPEG4 și suportă streaming pe conexiuni 2G și 3G.
Are o cameră de 3.2 megapixeli cu lentile Carl Zeiss și bliț LED. Camera suportă rezoluția maximă de 2048 x 1536 pixeli și are focalizare automată.

## Caracteristici
- Ecran TFT de 2.2 inchi cu rezoluția de 240 x 320 pixeli
- Quadband GSM / UMTS Dualband
- Radio FM cu RDS, Visual Radio
- Slot card microSD maxim 8 GB
- Camera foto de 3.2 megapixeli cu bliț LED
- Înregistrare video VGA la 15 fps
- Bluetooth 2.0 cu A2DP
- Ieșire TV